# Theaterfestival Spielart
Das Theaterfestival Spielart ist ein internationales Theaterfestival, das seit 1995 regelmäßig alle zwei Jahre im November/Dezember in München stattfindet. Das Festival Spielart dauert zwischen 15 und 17 Tagen. Zu Gast sind in der Regel über 20 internationaler Theater- und Performancegruppen.

## Geschichte
Das Theaterfestival Spielart existiert seit 1995 und schließt an die Tradition der Theaterfestivals in München (1979–1985) unter Thomas Petz an. Spielart zeigt in erster Linie freie Gruppen, die einen experimentellen Zugang zur Kunstform Theater pflegen. Im Programmheft von 1995 heißt es, dass Spielart Lust machen will auf unkonventionelles neues Theater, das sich über alle geographischen und inhaltlichen Grenzen hinweg setzt.
Seit 1995 wird das Festival von Tilmann Broszat geleitet. Das Programm entwirft er gemeinsam mit Gottfried Hattinger.

## Struktur
Träger des Theaterfestivals ist der 1979 gegründete Verein Spielmotor München e. V., eine öffentlich-private Partnerschaft der BMW AG und der Landeshauptstadt München.

## Programm
Spielart bringt seit 1995 Gastspiele namhafter internationale Künstler nach München. Unter anderem waren zu Gast:
- Forced Entertainment (Tim Etchells)
- Dumb Type
- Helena Waldmann
- Needcompany (Jan Lauwers)
- Socìetas Raffaello Sanzio (Romeo Castellucci)
- Teatr Cinema
- Nico and the Navigators
- Marie Brassard
- Jérôme Bel
- Stefan Kaegi (Rimini Protokoll)
- Christoph Marthaler
- Rick Miller
- Plasma
- Alvis Hermanis
- Stefan Kaegi (Rimini Protokoll)
- Heiner Goebbels
- Romeo Castellucci
- Jan Lauwers
- Anja Gsottschneider
- Der Plan
- Edwin Ramirez
- Max Dorner

2009 nahmen u. a. Jan Fabre, Lola Arias und Forced Entertainment teil.

## Veranstaltungsorte
Spielart hat keinen eigenen Veranstaltungsort. Die Gastspiele werden an verschiedenen Orten in München gezeigt. Regelmäßig kooperiert das Festival mit dem Muffatwerk, dem Gasteig, den Münchner Kammerspielen, sowie dem I-Camp/Neues Theater München und dem Pathos Transport Theater. Enge Verbindungen bestehen auch mit dem Institut für Theaterwissenschaft der Ludwig-Maximilians-Universität München sowie der Theaterakademie August Everding.